# Nokia 5800
Nokia 5800 XpressMusic este un dispozitiv de divertisment portabil de la Nokia.
Nokia 5800 poartă numele de cod "tube",care este bazat pe un Symbian S60 smartphone.Deși nu este primul telefon Nokia cu touchscreen,prima fiind Nokia 7710.

## Disponibilitate
Nokia 5800 XpressMusic a fost anunțat la Londra pe data de 2 octombrie 2008.Telefonul se comercializează în piețe în curs de dezvoltare în special în: India, Malaezia, Indonezia, Emiratele Arabe Unite, Hong Kong, Taiwan, Rusia și Taiwan.Nokia a precizat că are nevoie de timp pentru a personliza software-ul telefonului pentru operatorii din alte piețe.Telefonul este deja disponibil în Europa și Statele Unite din decembrie 2008.

## Specificații
Nokia 5800 XpressMusic are următoarele specificații:
- Ecran de 3.2 inci de 16 milioane de culori, touchscreen
- Rezoluție de 640*360 pixeli cu o afișare de raport de 16:9
- Sistemul de Operare fiind Symbian S60 a 5-a versiune cu atingere
- Rețeaua fiind Quad-Band GSM: 850, 900, 1800, 1900; GPRS; EDGE.
- Banda dublă UMTS/HSPDA: UMTS 900/2100 sau 850/1900 (în America Latină și Brazilia)
- Accelerometru pentru ecran de rotație
- Camera este de 3.2 MP AF lentilă Carl Zeiss, dublu LED-ul de flash și geo-etichetare de sprijin
- GPS-ul are funcție de A-GPS
- Radio FM 87.5-105 MHZ cu funcționalitate RDS
- Jack de 3.5 mm pentru video și căști
- Card MicroSDHC (până la 32 de GB)
- Card MicroSDHC de 8GB inclus